# Latarnia Morska Gdynia Oksywie

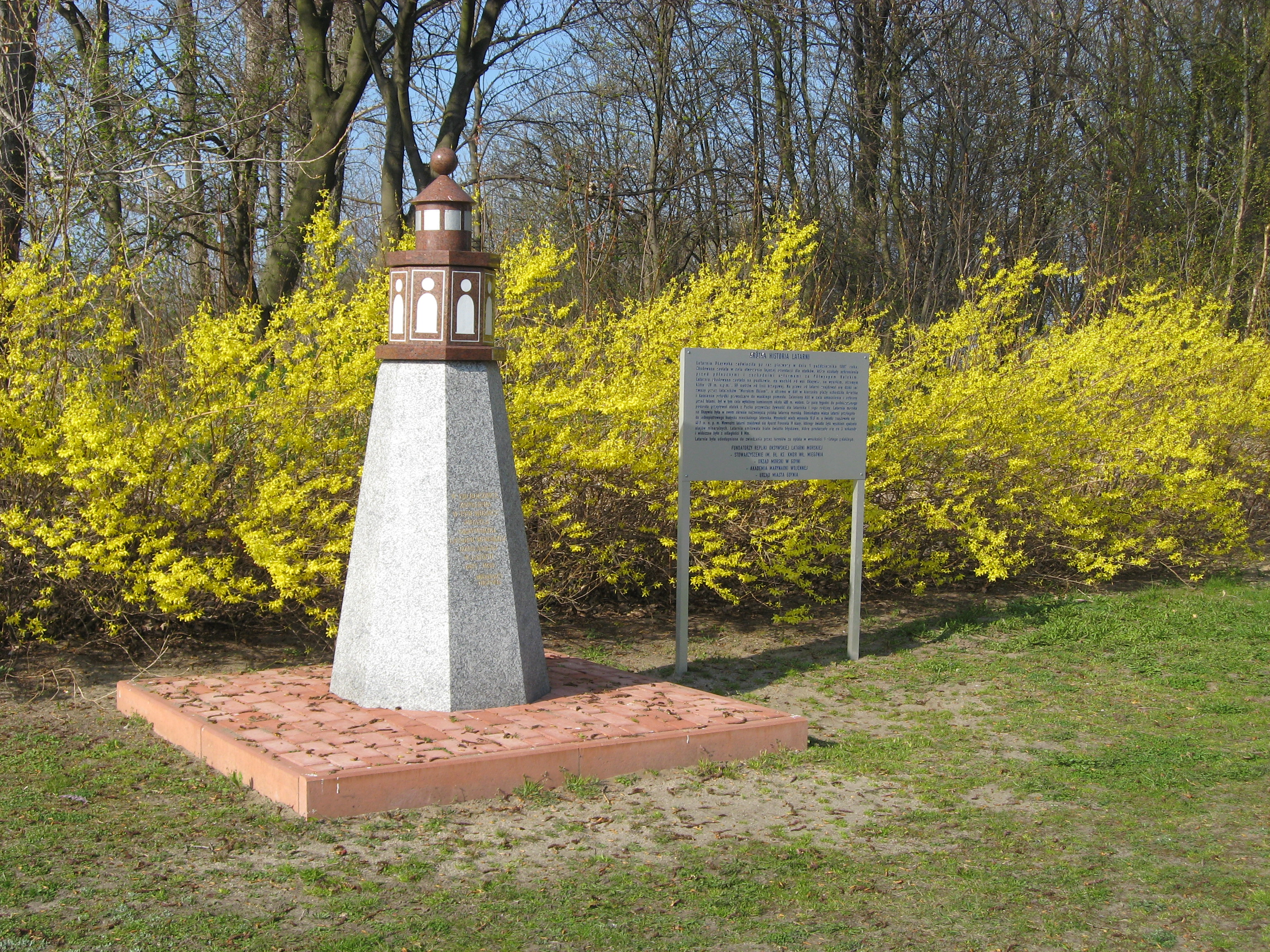
Model latarni. Napis: W 120 rocznicę zapalenia w tym miejscu światła oksywskiej latarni morskiej działającej w latach 1887–1933 – miłośnicy Oksywia

Latarnia Morska Gdynia Oksywie – latarnia morska, która znajdowała się na polskim wybrzeżu Morza Bałtyckiego, w dzielnicy Oksywie miasta Gdynia. Zniszczona w czasie II wojny światowej.

## Dane techniczne
- Położenie: 54°33'03" N 18°33'27" E
- Wysokość wieży: 10,00 m
- Wysokość światła: 46,50 m n.p.m.
- Zasięg światła: 8 Mm (14,816 km)
- Charakterystyka światła: błyskowe (do 1939)
  - światło: 1 s
  - przerwa: 2 s
  - okres: 3 s

## Historia
- 1 października 1877[1][2] lub 1887 – zaświecenie latarni
- 1933 – wygaszenie
- 1939 – zniszczenie w czasie obrony Kępy Oksywskiej
- 1 października 2007 – w 120 rocznicę uruchomiania latarni na jej miejscu odsłonięto pomnik będący modelem latarni w skali 1:5 (teren cmentarza Marynarki Wojennej w Gdyni Oksywiu). Laterna została odwzorowana z dużą dbałością o szczegóły, ale cokół różni się od wieży pierwowzoru.